# Důl Eduard
Důl Eduard je bývalý stříbrný a uranový důl, ležící v údolí Eliášského potoka u cesty mezi Jáchymovem a Božím Darem v okrese Karlovy Vary.

## Historie
Po druhé světové válce, v době masivní těžby uranu na Jáchymovsku, zde pracovali vězni z nedalekého pracovního tábora Nikolaj, jednoho z jáchymovských trestaneckých táborů. Po ukončení těžby zde bylo vybudováno biatlonové centrum. Těžbu připomíná mohutný odval nad Horkým rybníkem. Dnes se zde provozují sportovní aktivity a stojí zde jedno zastavení naučné stezky Jáchymovské peklo, věnované historii a ekologii oblasti.

## Galerie

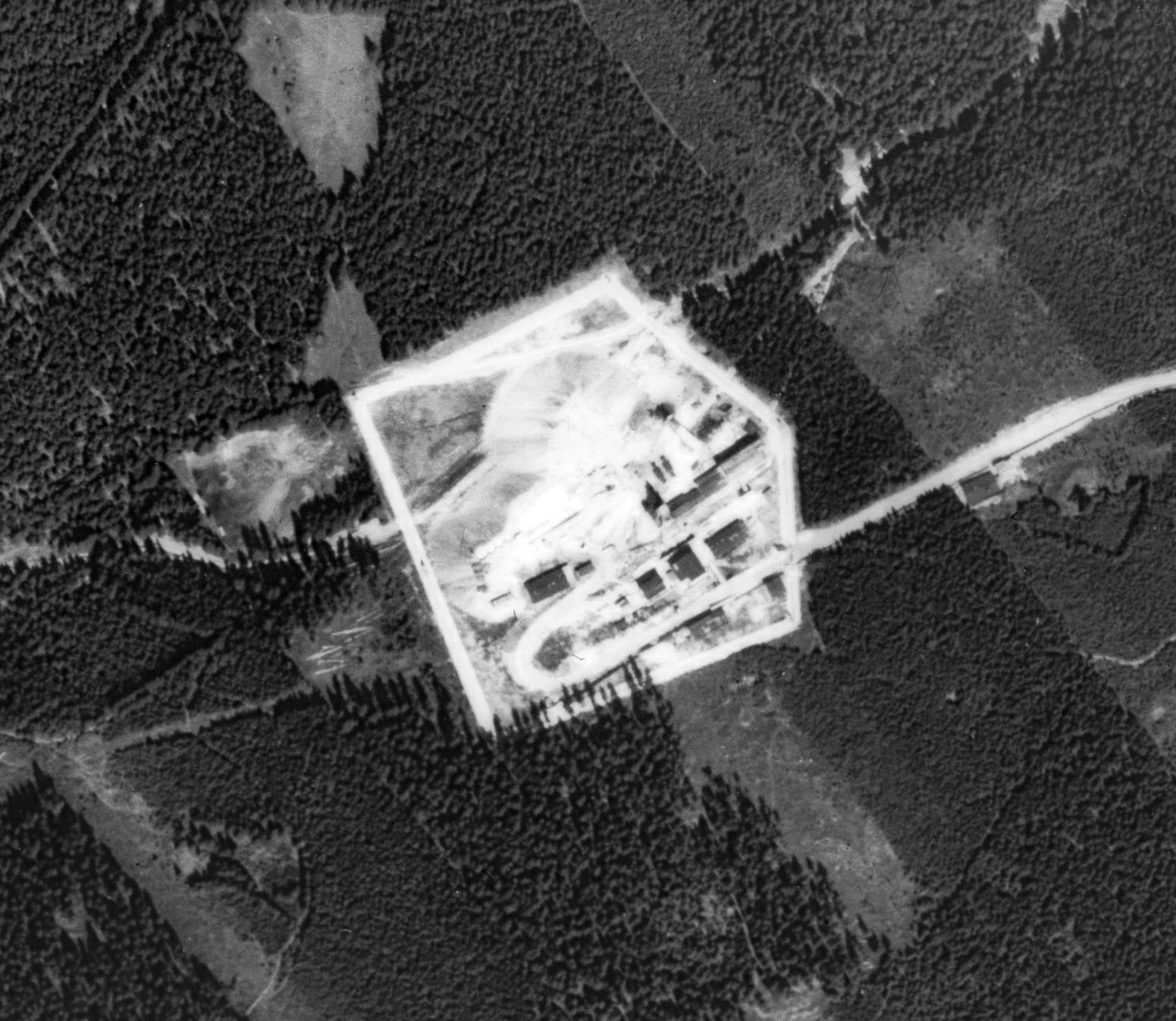
Letecký snímek dolu z 50. let 20. století
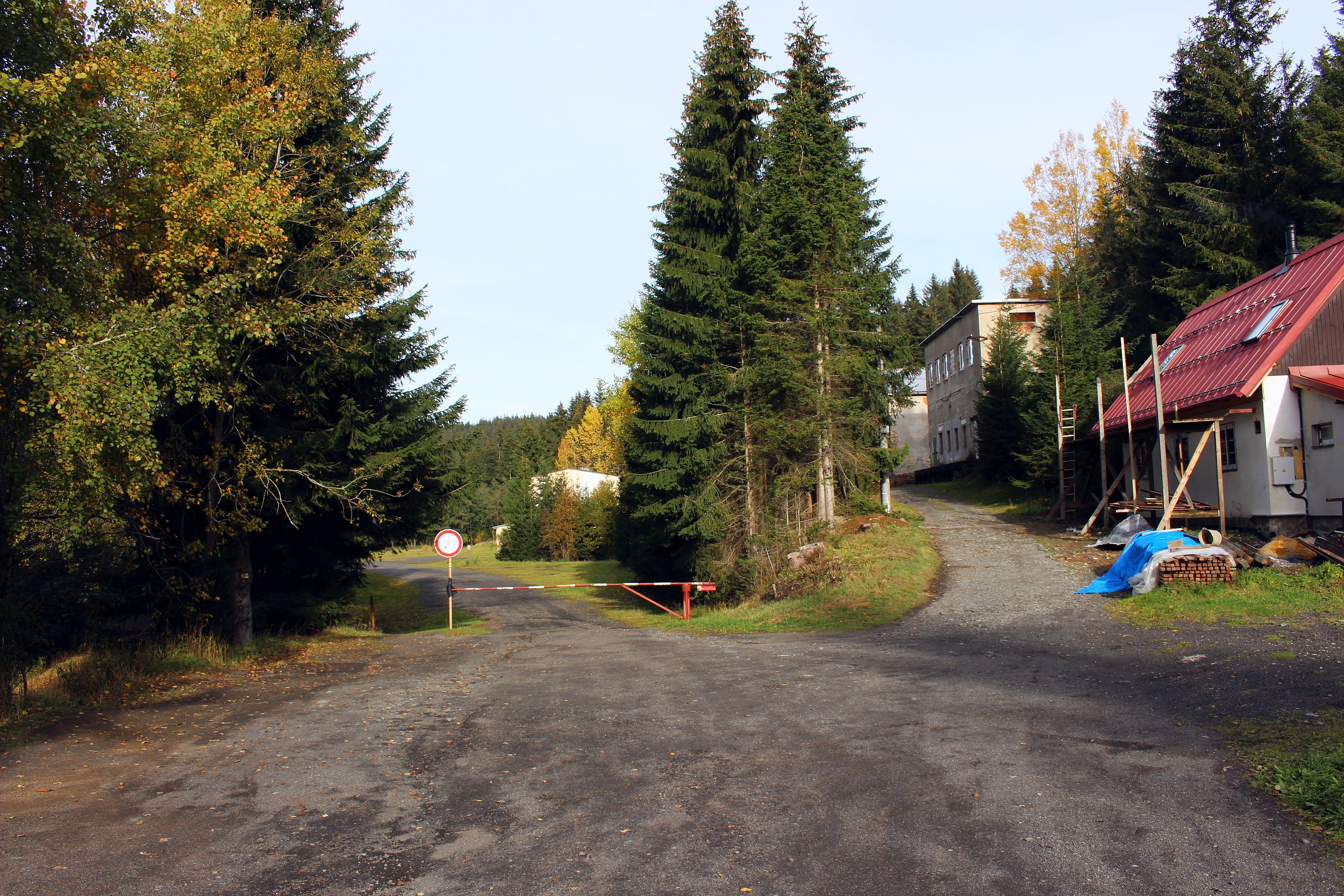
Vjezd do areálu (2023)
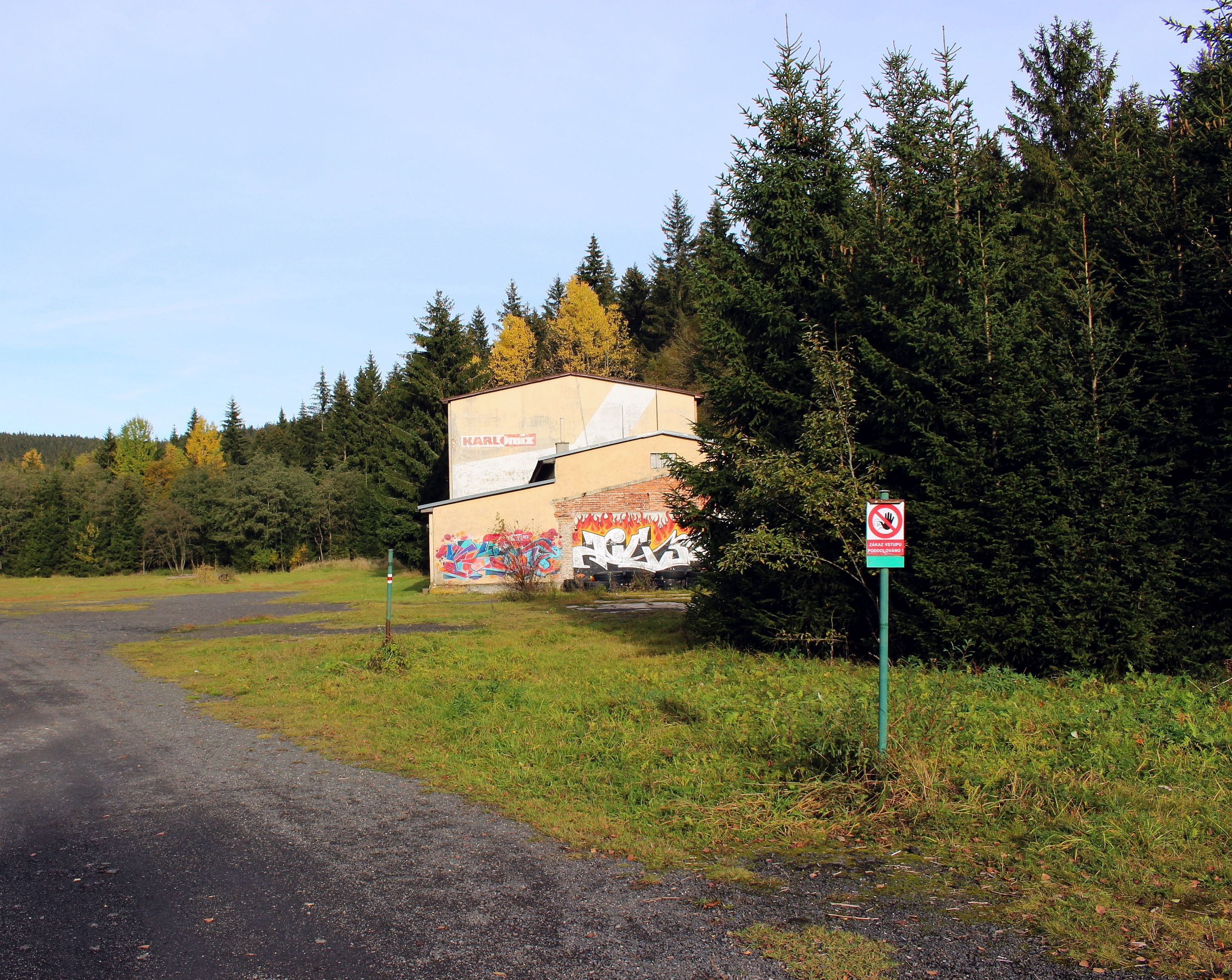
U šachty (2023)
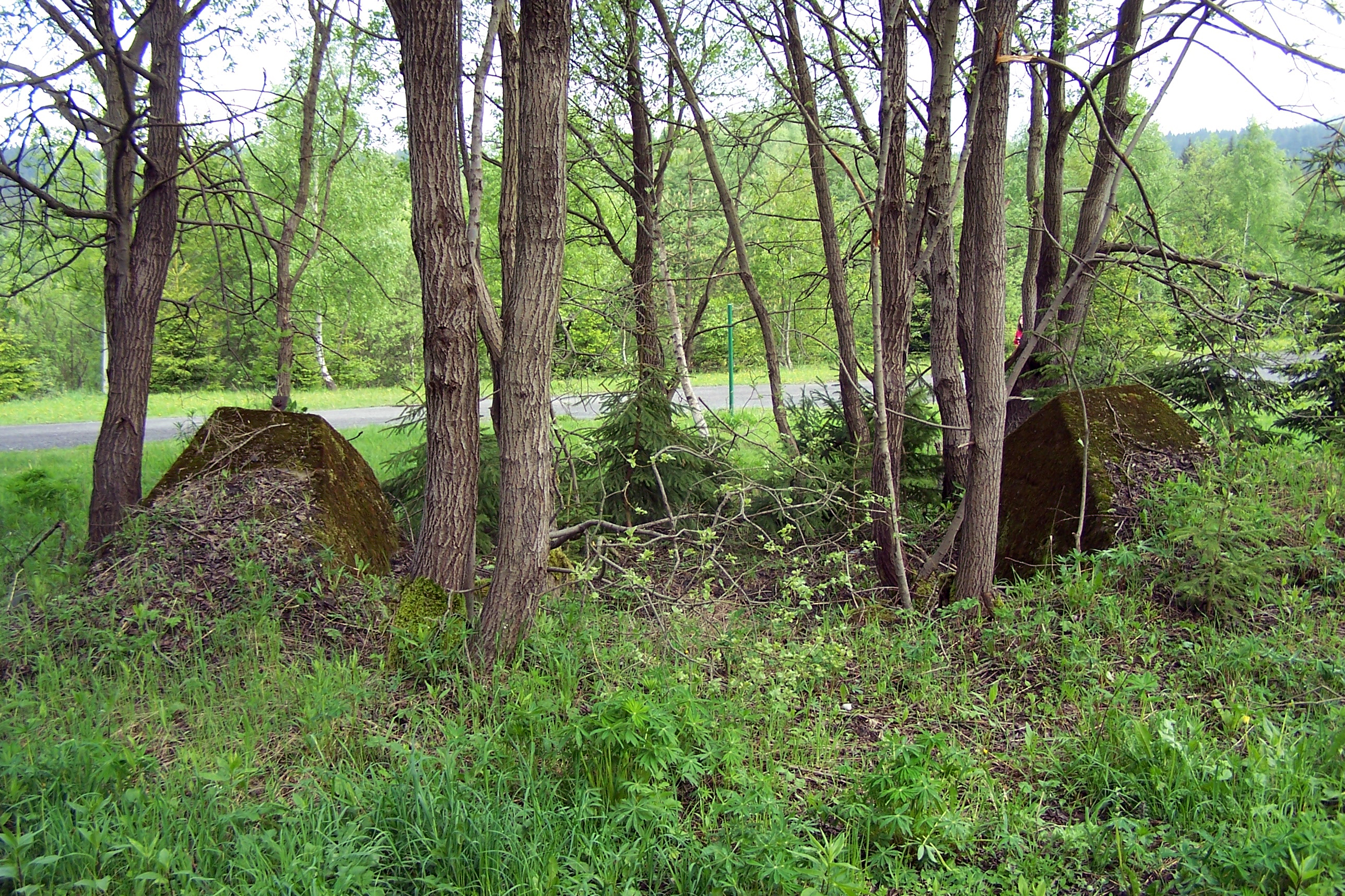
Pozůstatky těžní věže (2009)
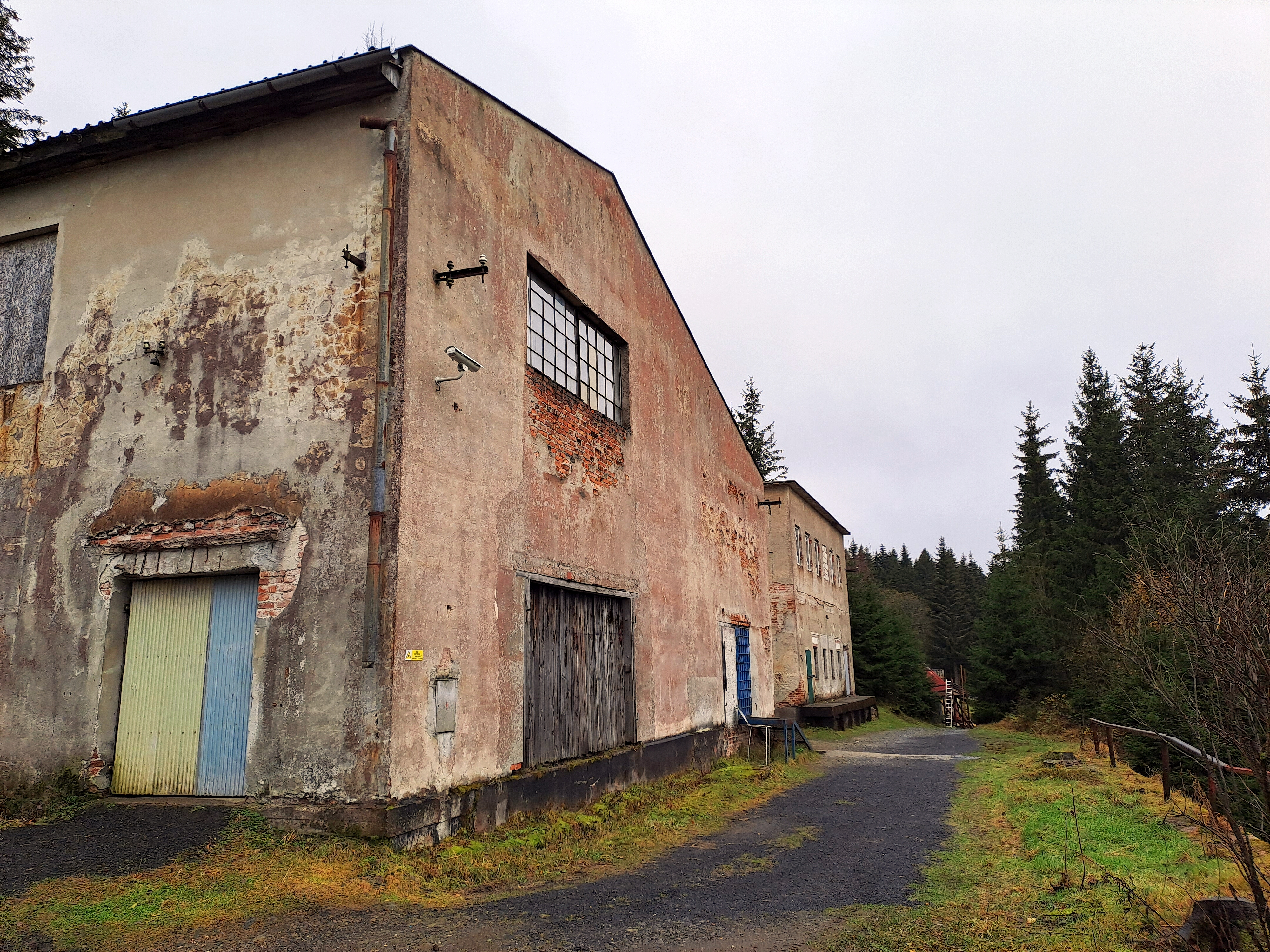
Budovy nad šachtou (2023)
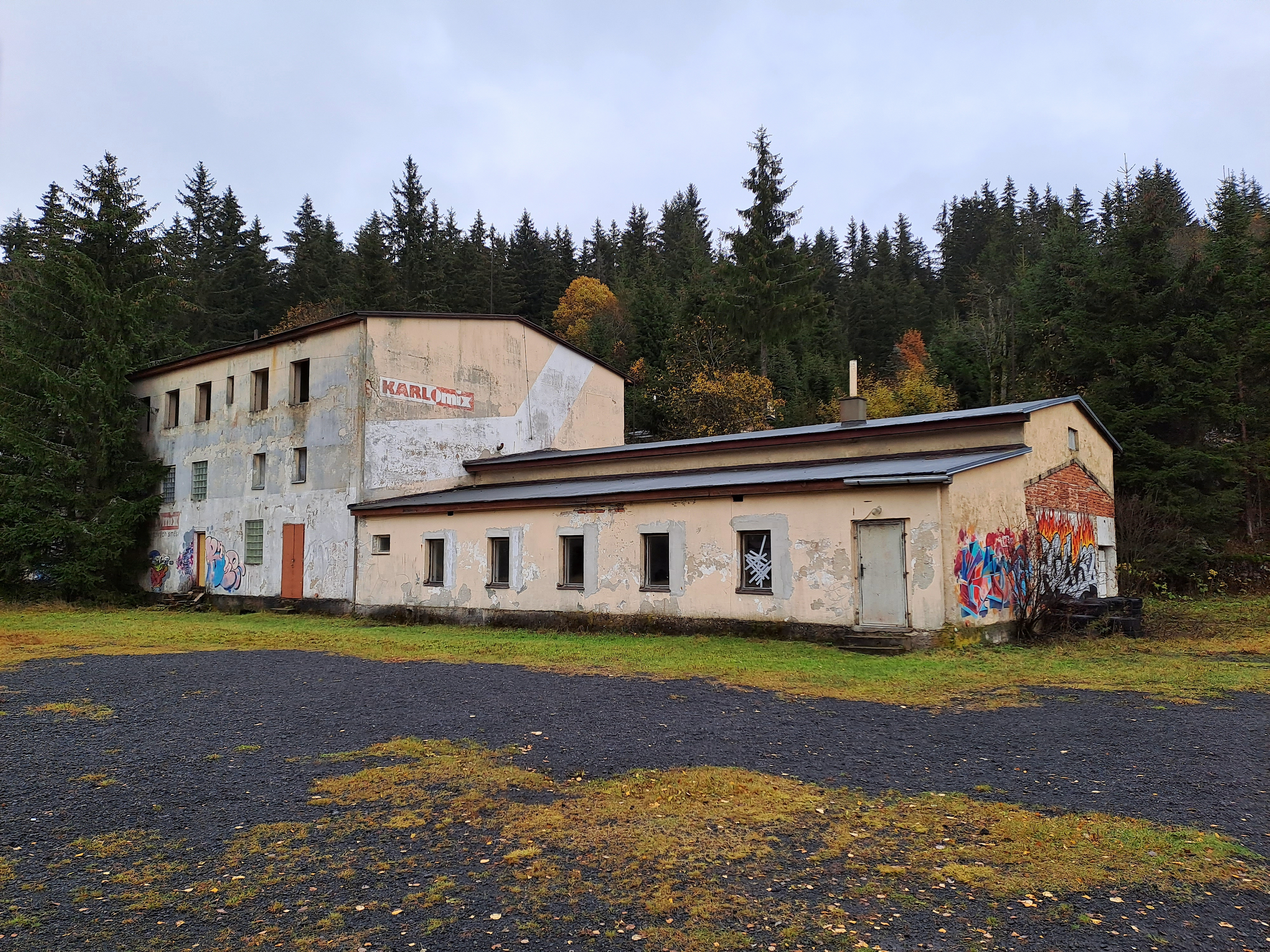
Budova u šachty (2023)
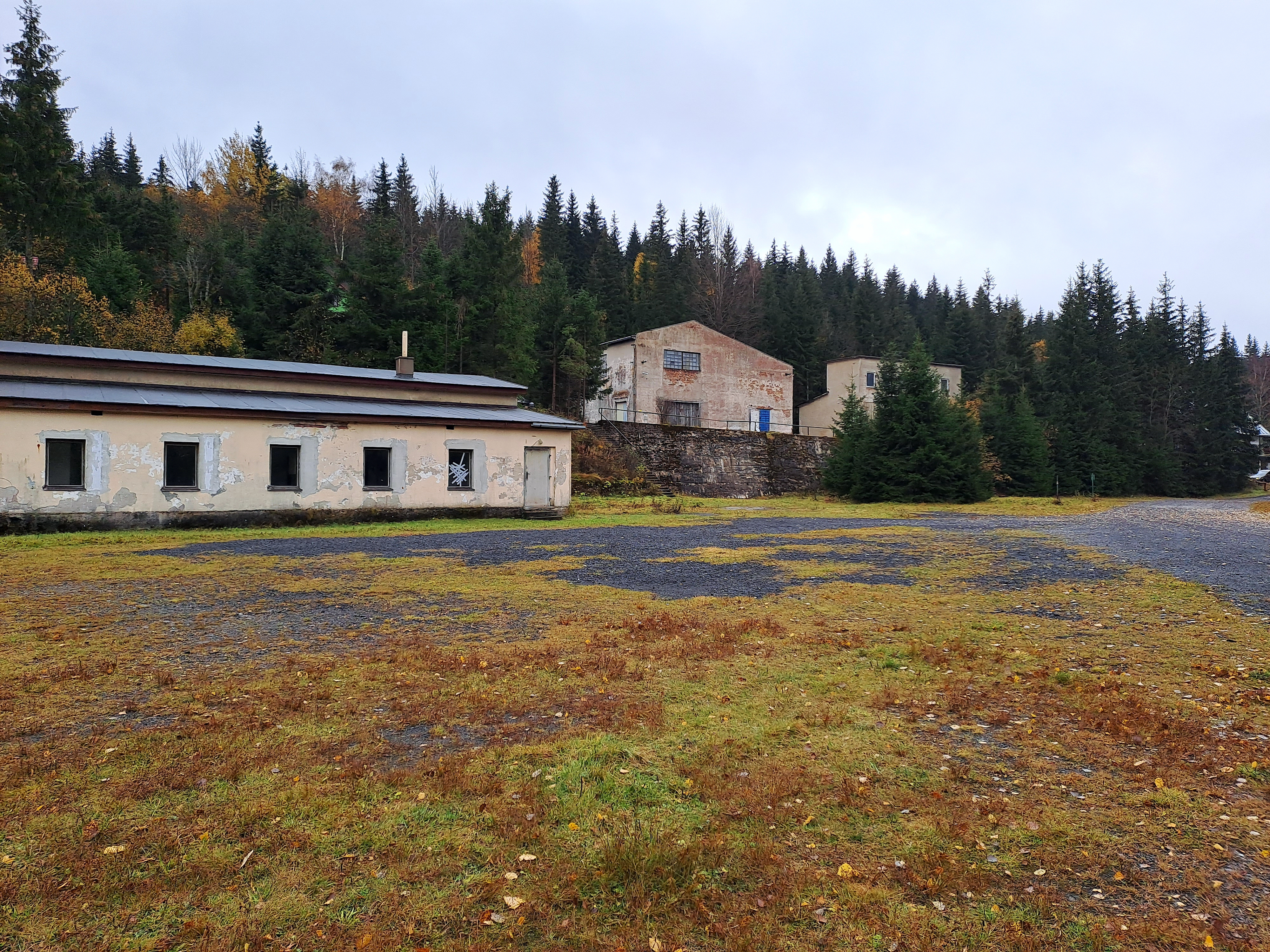
Pohled k šachtě (2023)
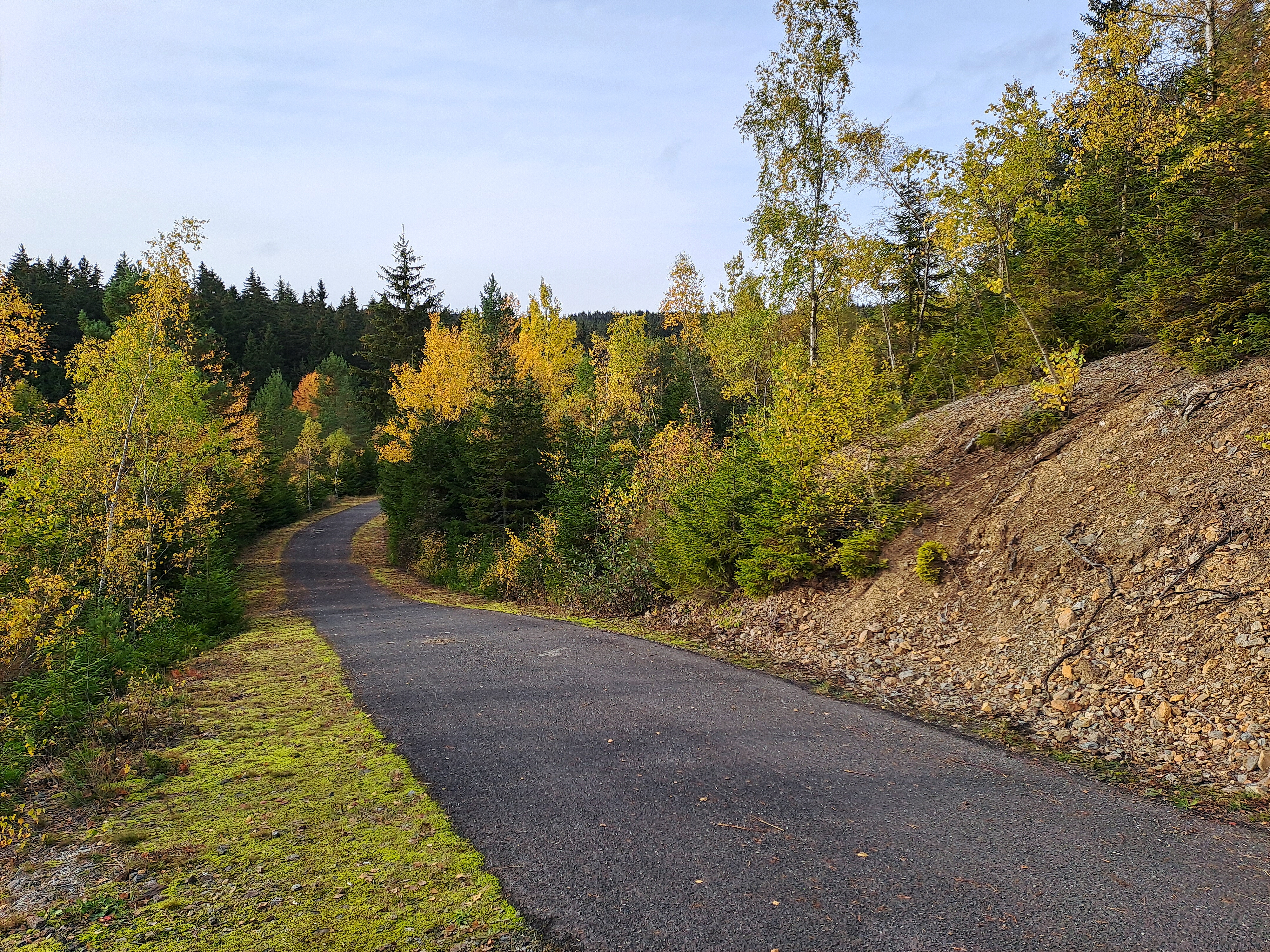
Na odvalu (2023)